# Marie Birkl
Marie Henriette Birkl (* 1. Februar 1971 in Mariefred) ist eine ehemalige schwedische Snowboarderin.

## Werdegang
Birkl gewann bei Wettbewerben der ISF bei den Weltmeisterschaften 1995 in Davos die Bronzemedaille in der Kombination, bei der Europameisterschaft 1995 die Silbermedaille und im folgenden Jahr die Bronzemedaille in der Kombination. Zu Beginn der Saison 1996/97 fuhr sie in Zell am See erstmals im Snowboard-Weltcup der FIS und siegte dabei im Snowboardcross. Im weiteren Saisonverlauf wurde sie in Lenggries Dritte im Slalom und am Kreischberg Erste im Parallelslalom. Beim Saisonhöhepunkt, den Snowboard-Weltmeisterschaften 1997 in Innichen, holte sie die Bronzemedaille im Parallelslalom. Zudem kam sie dort auf den 20. Platz im Riesenslalom und auf den sechsten Rang im Snowboardcross. Die Saison beendete sie auf dem 14. Platz im Gesamtweltcup und auf dem siebten Rang im Snowboardcross-Weltcup. In ihrer letzten aktiven Saison 1997/98 wurde sie mit 13 Top-Zehn-Platzierungen, darunter je einen zweiten und dritten Platz jeweils Fünfte im Gesamtweltcup sowie im Snowboardcross-Weltcup. Bei ihrer einzigen Olympiateilnahme im Februar 1998 in Nagano errang sie den zehnten Platz im Riesenslalom. Bei schwedischen Meisterschaften siegte sie viermal im Parallelslalom (1994–1997) und dreimal im Riesenslalom (1994, 1996, 1997).

## Teilnahmen an Weltmeisterschaften und Olympischen Winterspielen

### Olympische Winterspiele
- 1998 Nagano: 10. Platz Riesenslalom

### Snowboard-Weltmeisterschaften
- 1995 Davos: 3. Platz Kombination
- 1997 Innichen: 3. Platz Parallelslalom, 6. Platz Snowboardcross, 20. Platz Riesenslalom

## Weltcupsiege und Weltcup-Gesamtplatzierungen

### Weltcupsiege
| Nr. | Datum             | Ort         | Disziplin      |
| --- | ----------------- | ----------- | -------------- |
| 1.  | 23. November 1996 | Zell am See | Snowboardcross |
| 2.  | 18. Januar 1997   | Kreischberg | Parallelslalom |

### Weltcup-Gesamtplatzierungen
| Saison  | Gesamt | Gesamt | Snowboardcross | Snowboardcross | Halfpipe | Halfpipe |
| Saison  | Punkte | Platz  | Punkte         | Platz          | Punkte   | Platz    |
| ------- | ------ | ------ | -------------- | -------------- | -------- | -------- |
| 1996/97 | 674    | 14.    | 2000           | 7.             | 36       | 78.      |
| 1997/98 | 937    | 5.     | 1210           | 5.             | -        | -        |